# スズキ歴史館
スズキ歴史館（スズキれきしかん）は、二輪・四輪メーカーであるスズキ株式会社の企業博物館である。

## 概要
スズキ本社の南東に位置し、本社正門がほぼ眼前にある。
入場料は無料だが、インターネットか電話で予約が必要。予約は入場の6カ月前から電話、ファックス、公式サイトのいずれかで予約することが可能。来館時に受付へ予約IDを伝えることで入場が可能となる。
当館のキャラクターは「スズキ坊や」である。11歳の男の子という設定で、館内のいたるところで目にすることができる。尚、キャラクターはかつて使用されていた「CCI坊や」へのオマージュである。
1階は、現行の四輪車・二輪車・船外機の展示コーナー。2階は、4輪車の開発・生産についてのコーナーと海外生産拠点国の紹介ならびに浜松市の産業と航空自衛隊浜松基地の紹介コーナーがある。3階は、創業者・鈴木道雄を始めに、スズライトやカタナなどの展示車両とともにスズキの歴史を紹介している。
展示物の中には、スズキが1962年に国際大会で初めて優勝したRM62をはじめとしたレース出場車両の実車や、SX4の走行実験車やキザシの量産最終決定仕様（北米仕様）に開発者たちのサインが添えられた個体、ドイツ向けビターラの特別車「エルトン・ジョンモデル」、スターリング・モスが実際にラリーで使用したフロンテ、2代目スイフトのCMキャラクターを務めた稲本潤一のサインが入ったサッカーボールなど貴重なものも展示されている。

## アクセス
- 鉄道:東海道本線高塚駅から徒歩約12分
- 路線バス：遠鉄バス12浜名線「スズキ入口」停留所から徒歩約6分。（東海道新幹線・JR東海道線浜松駅から12馬郡車庫行バスで約25分。）
- 車:25台分の専用駐車場あり（来館予約時に要予約）
- 車:東名高速道路浜松インターチェンジから約30分

## 展示内容

### 四輪車

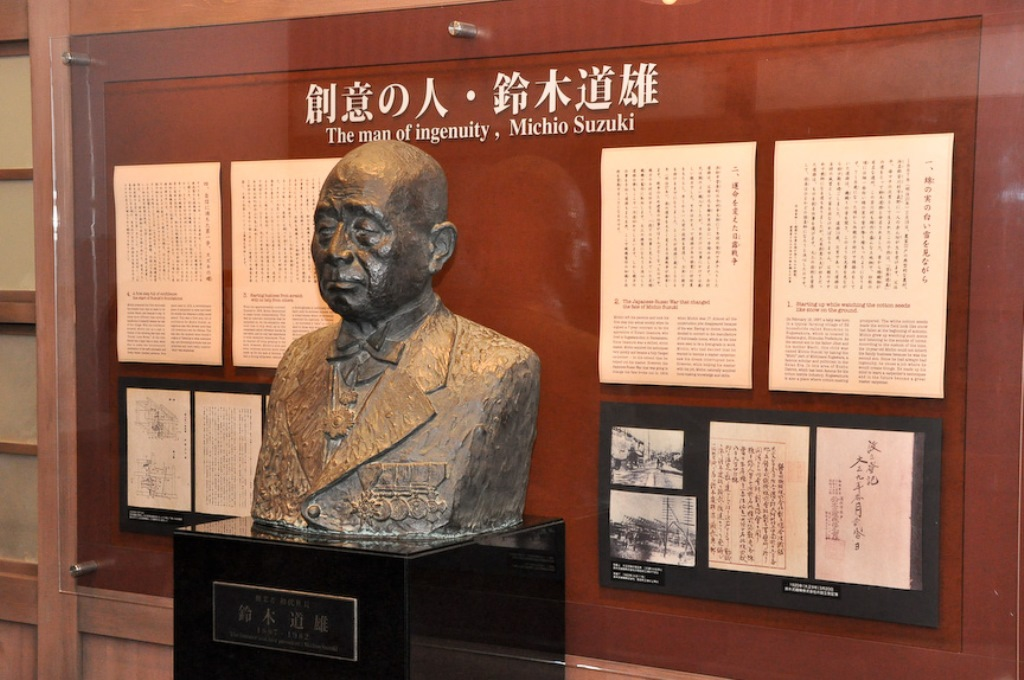
創業者鈴木道雄銅像
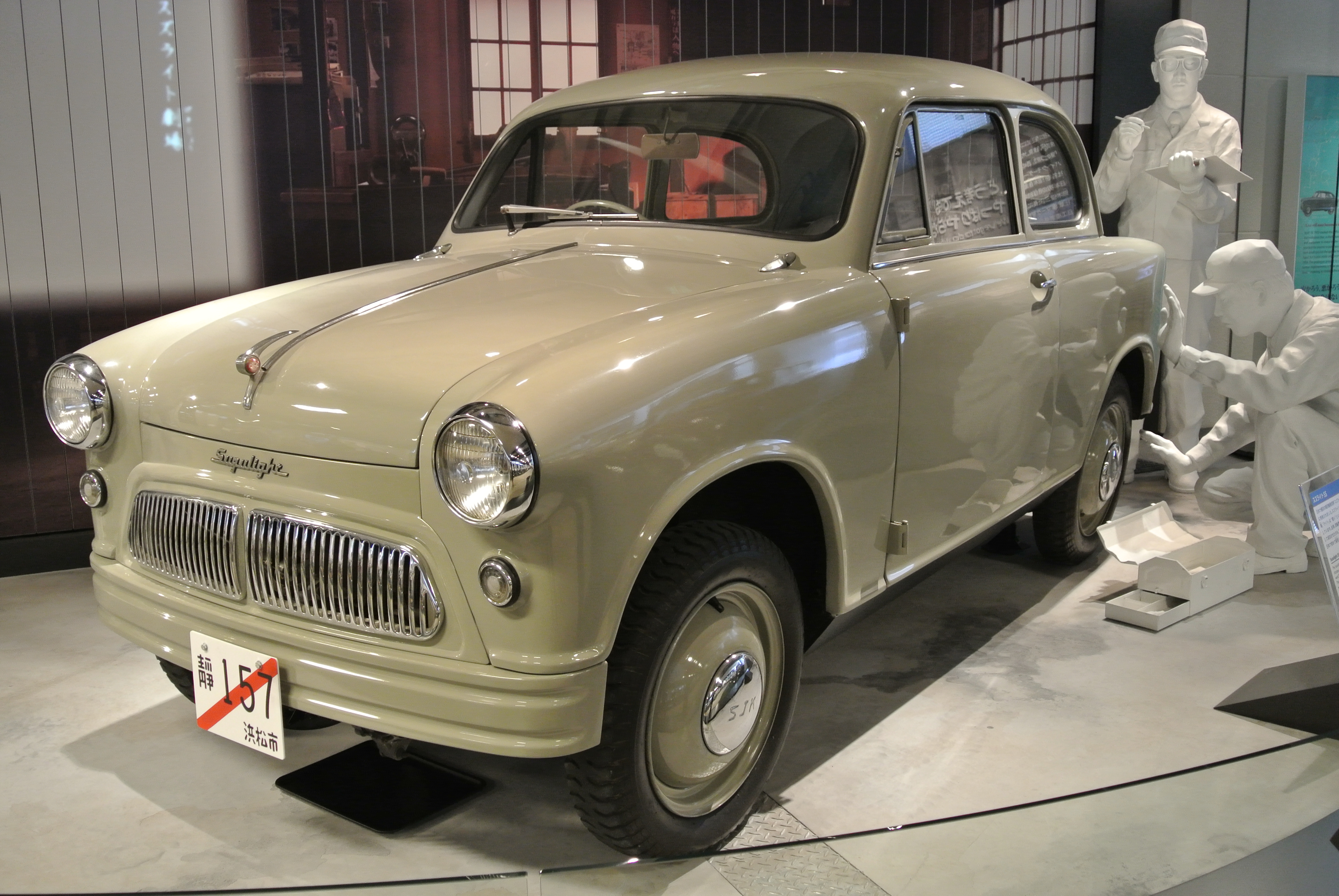
スズライト
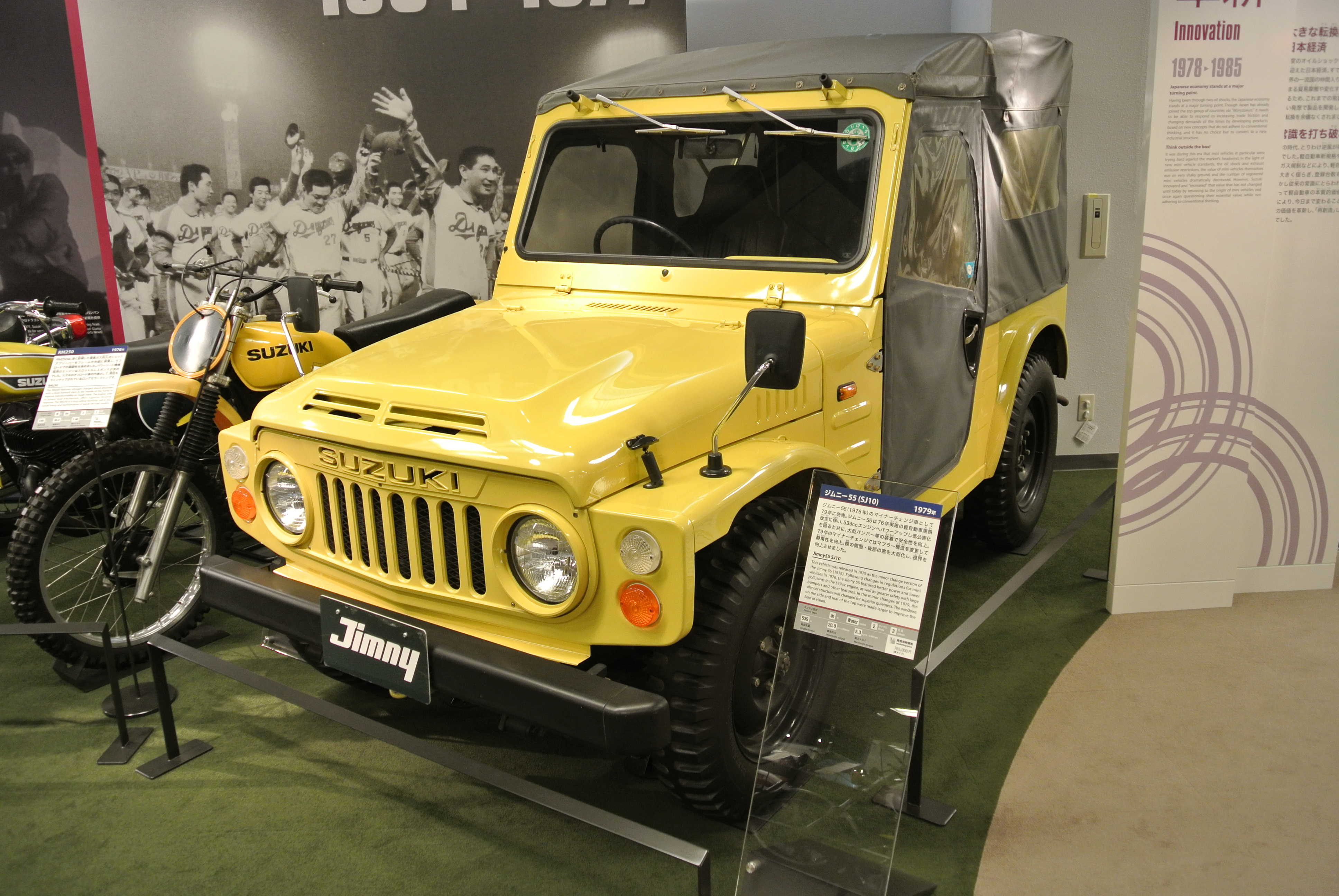
ジムニー55（SJ10）
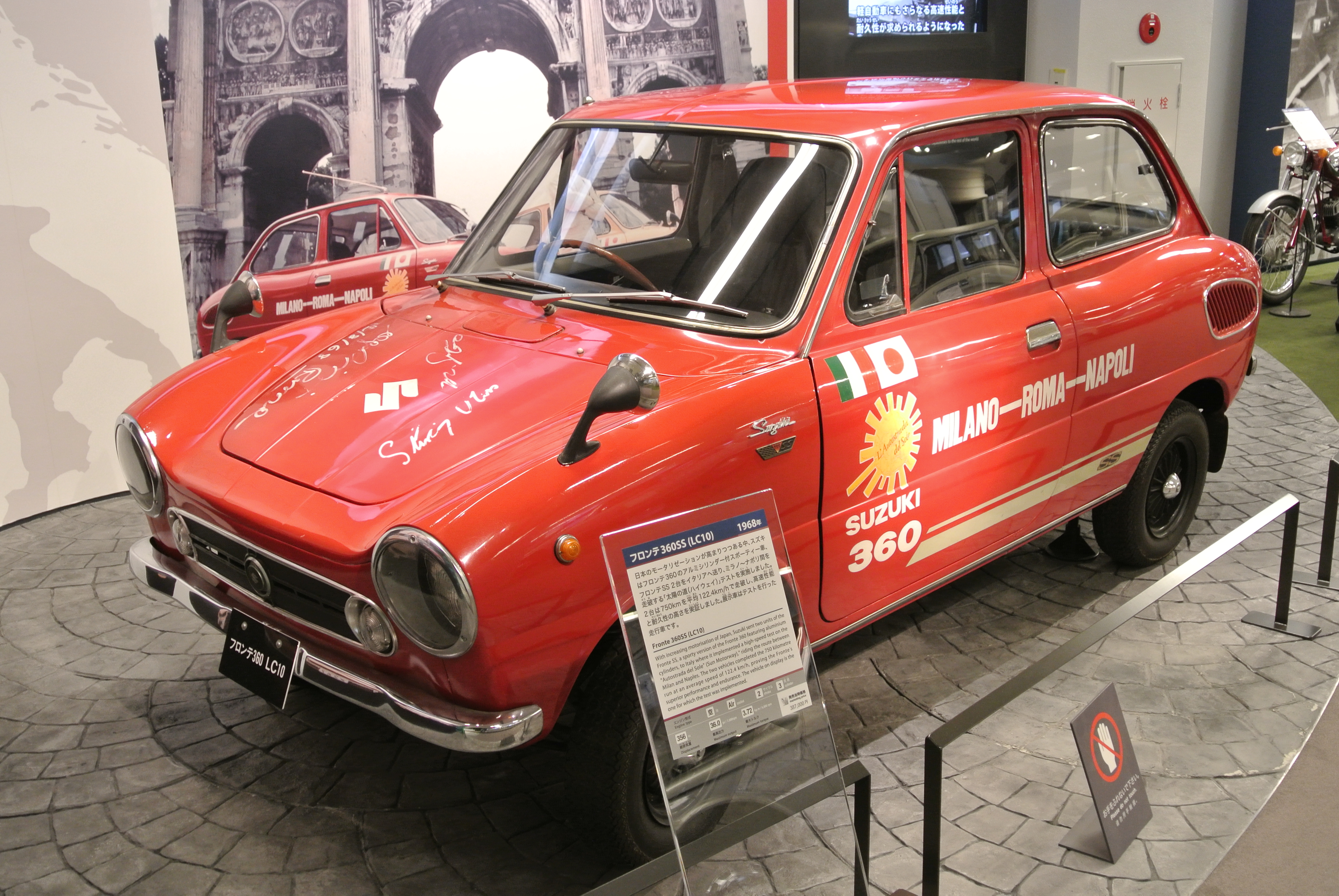
フロンテ360 SS
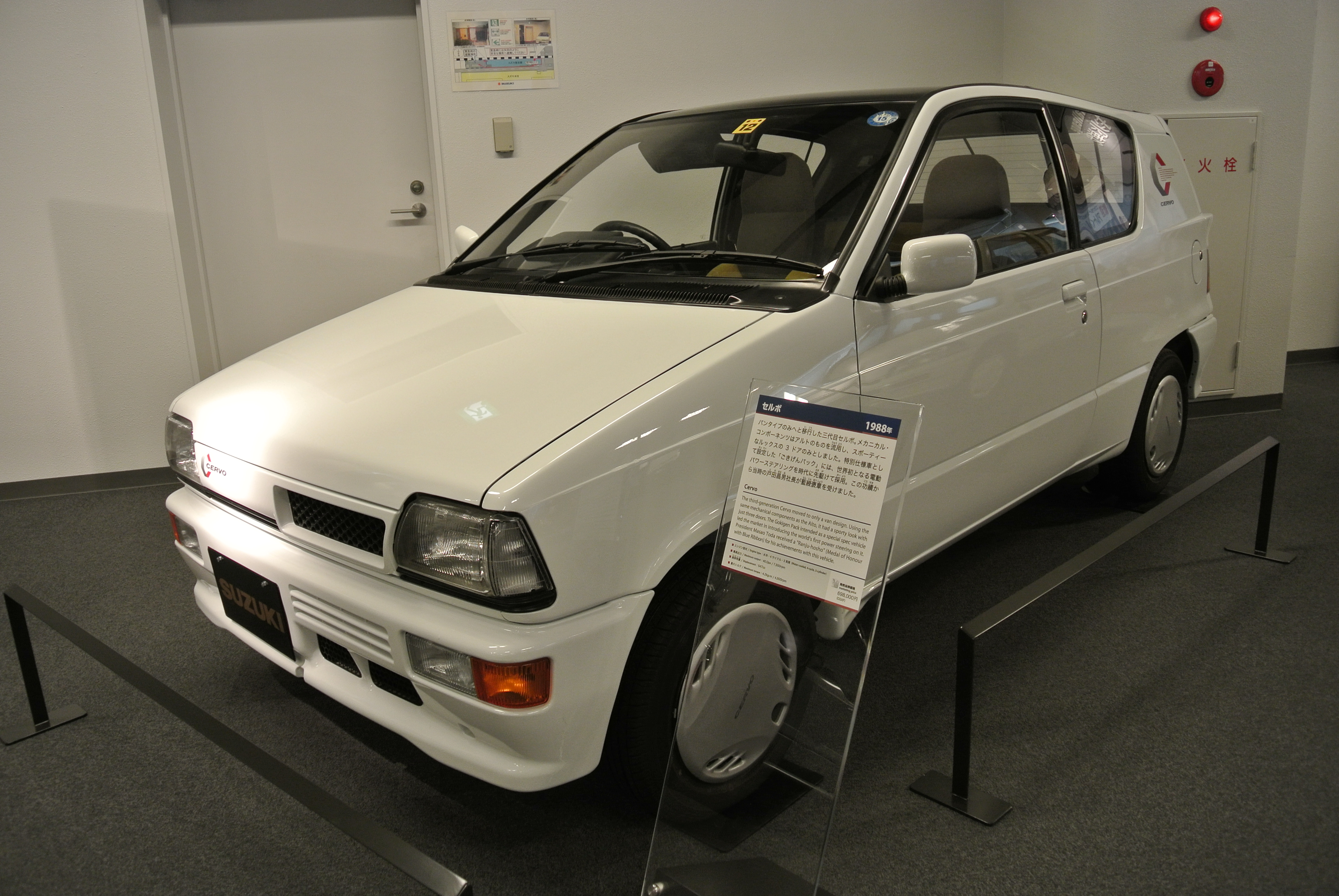
セルボ
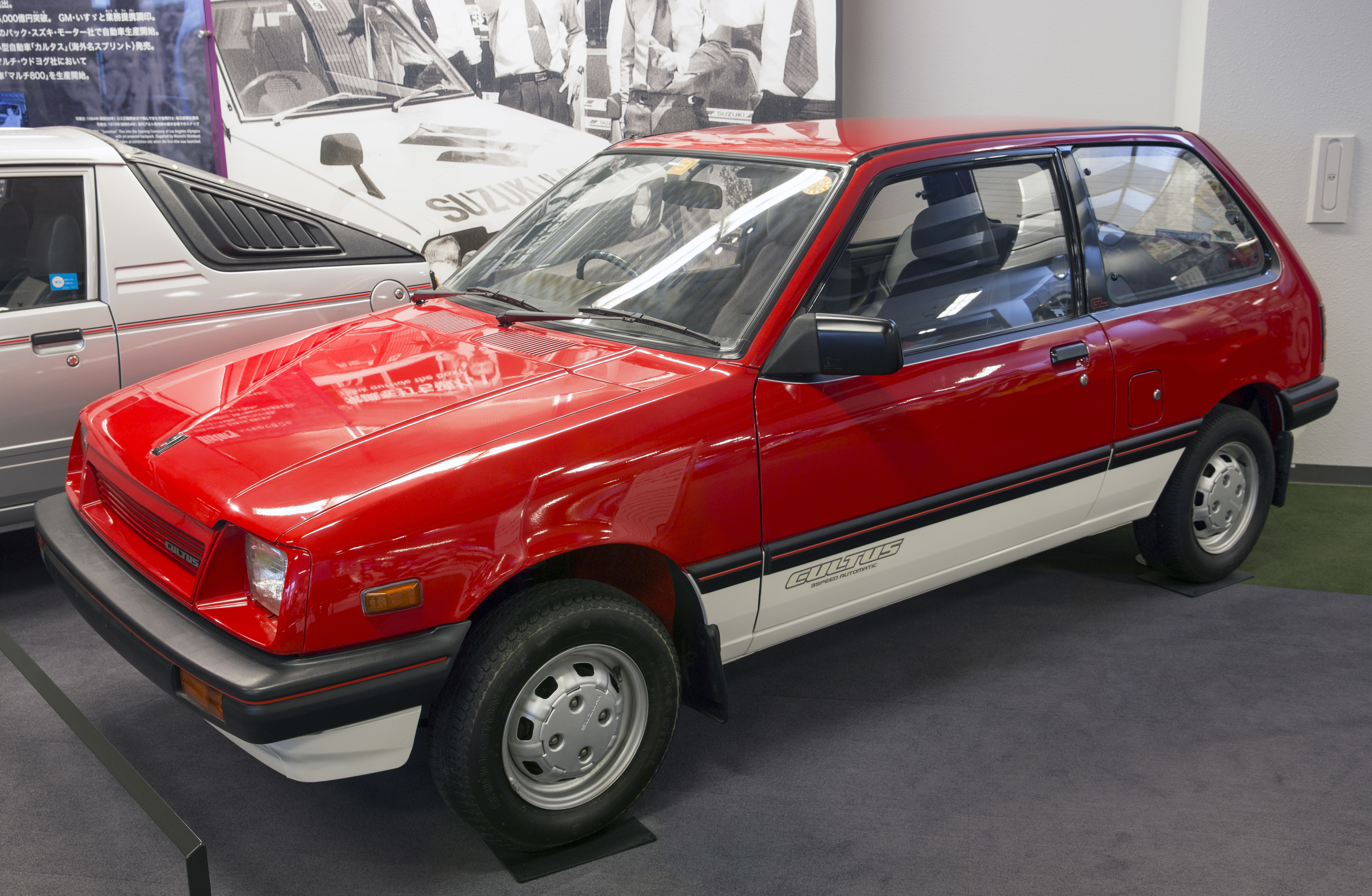
カルタス
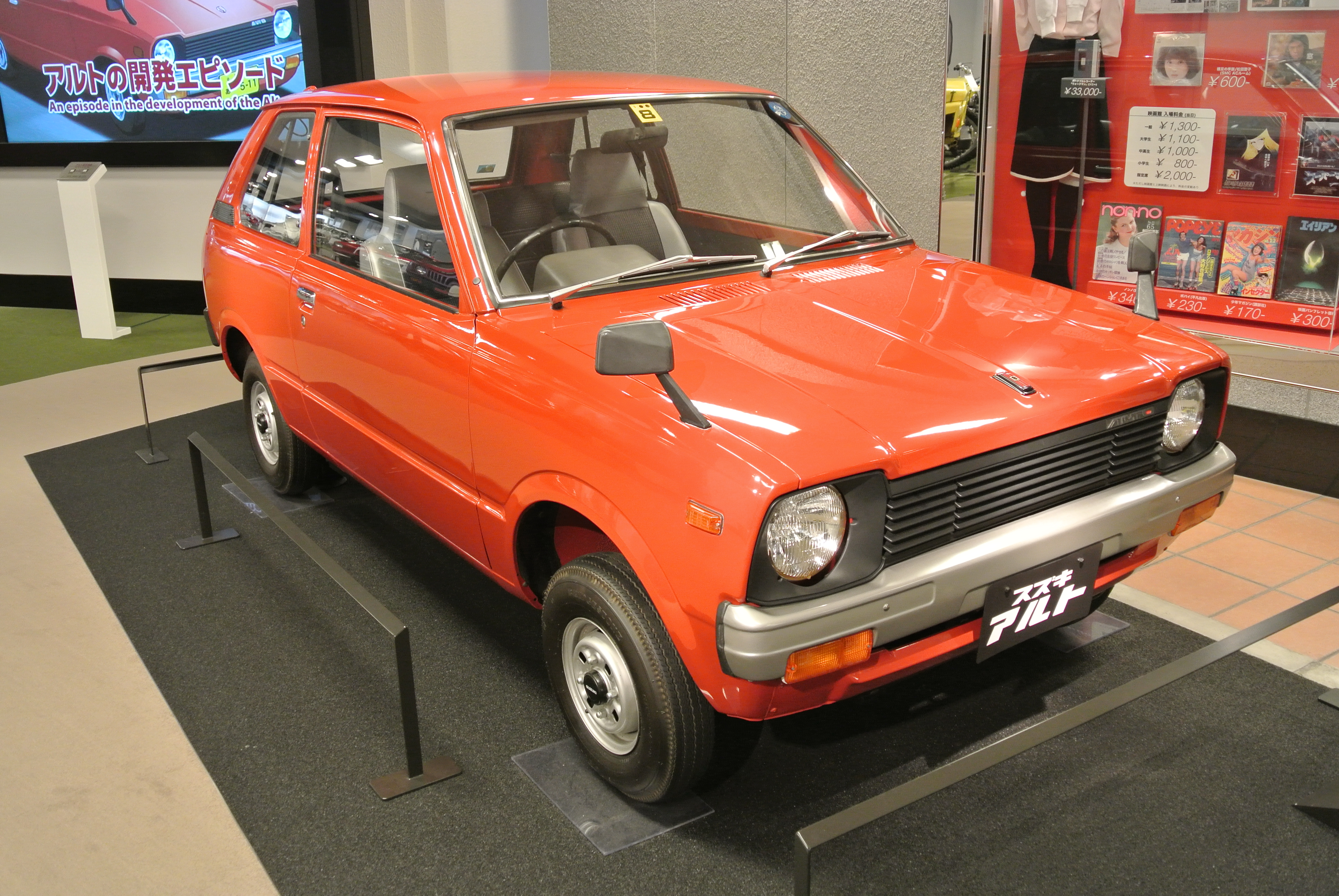
アルト
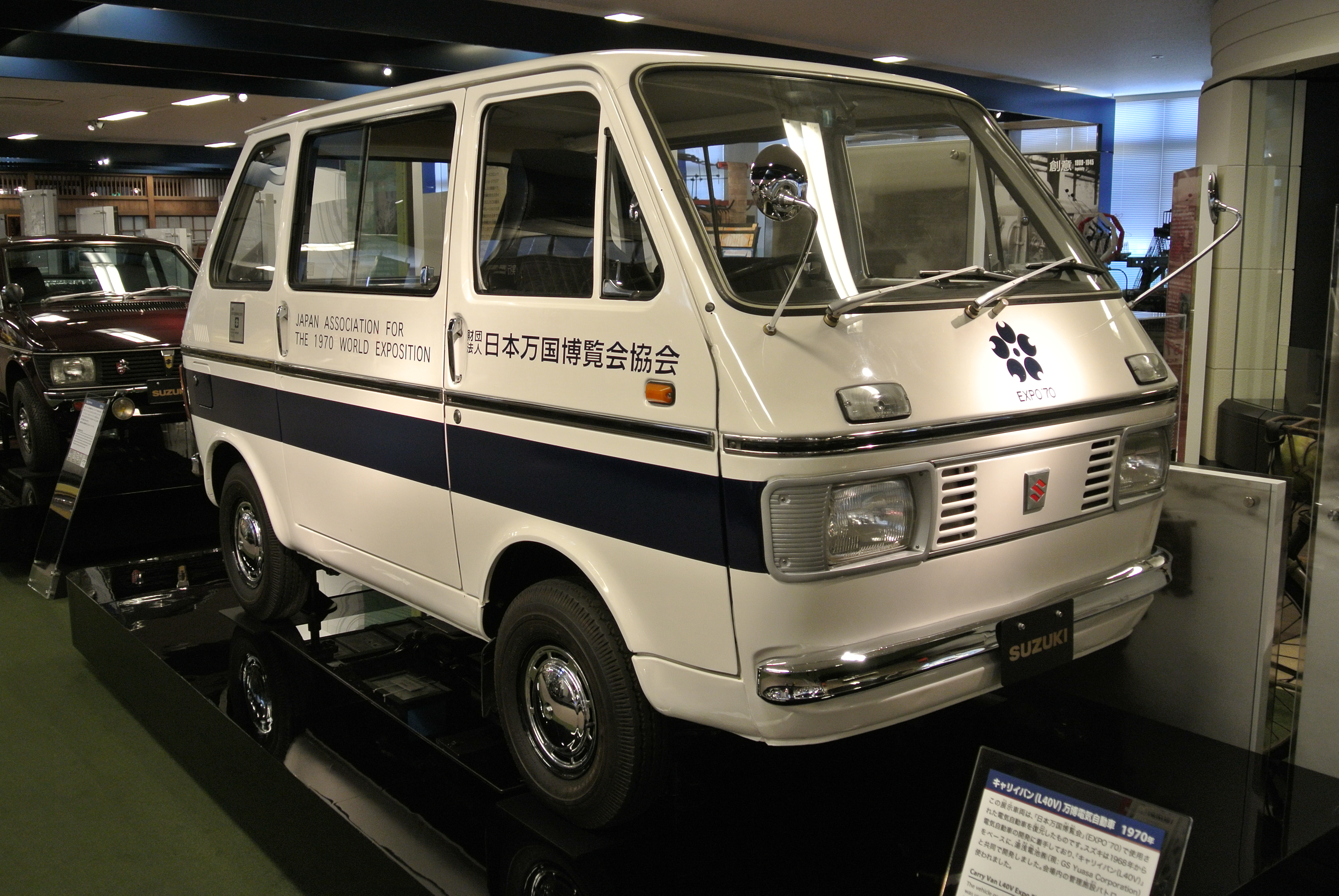
キャリイ電気自動車
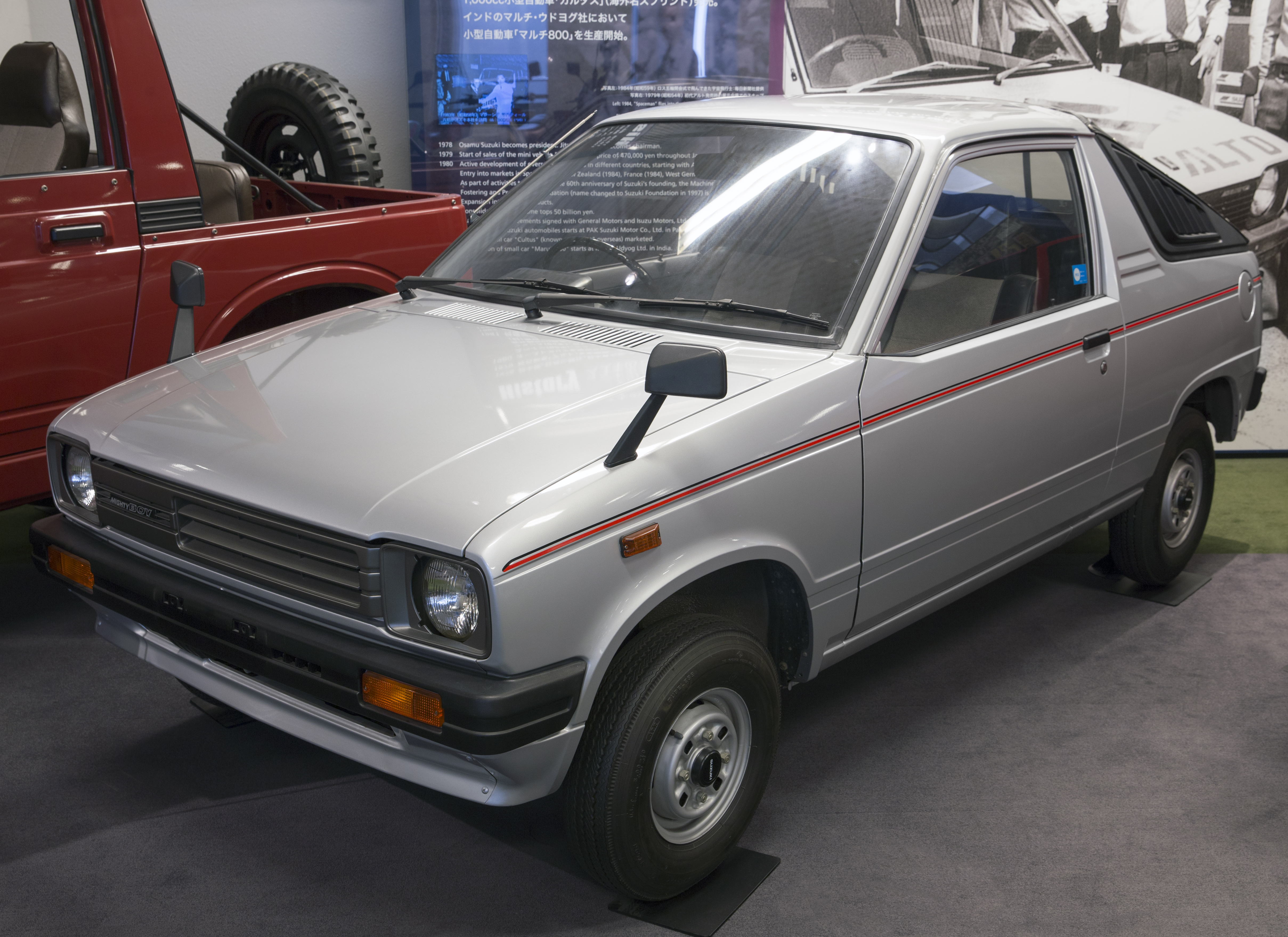
マイティボーイ
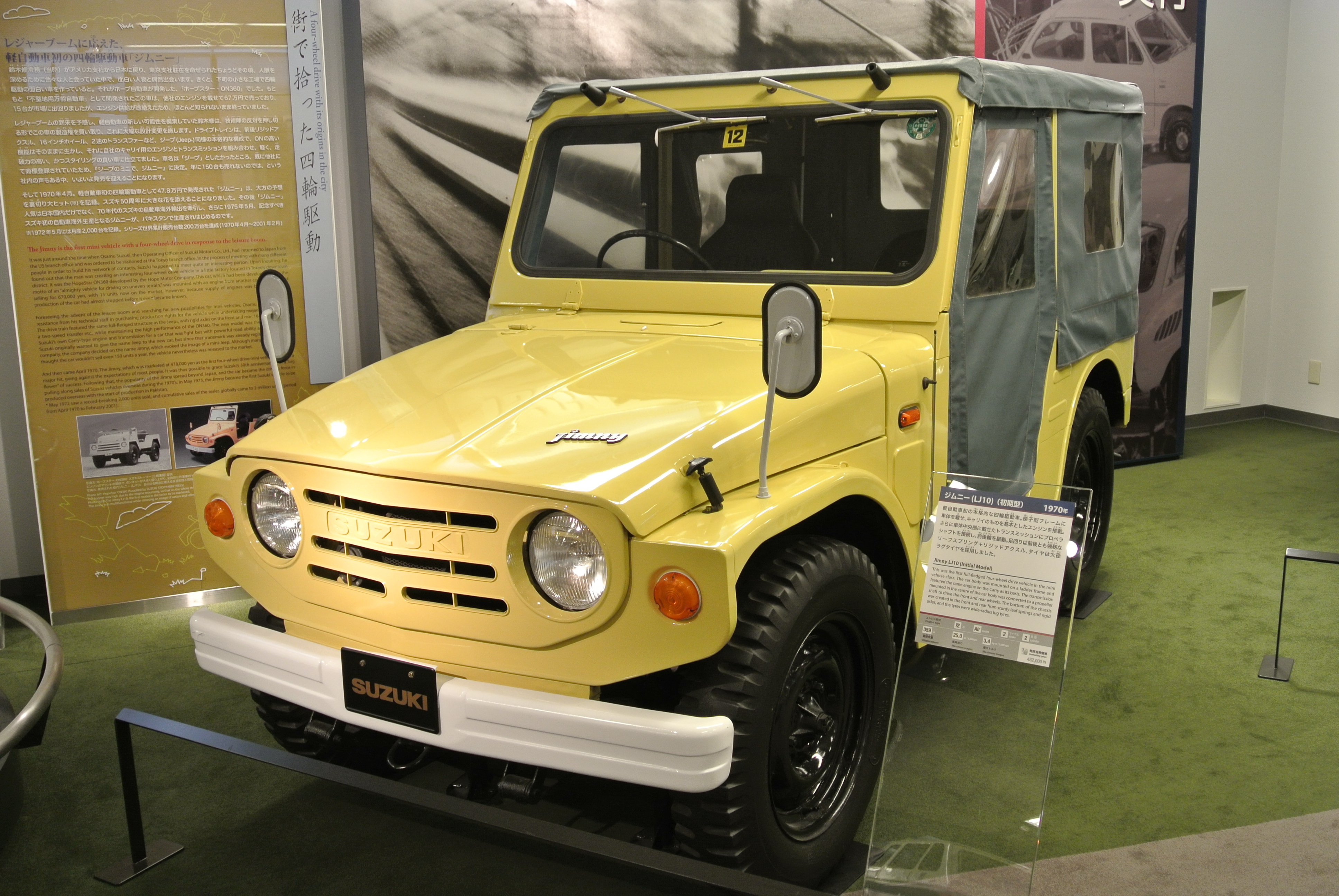
ジムニー（LJ10）
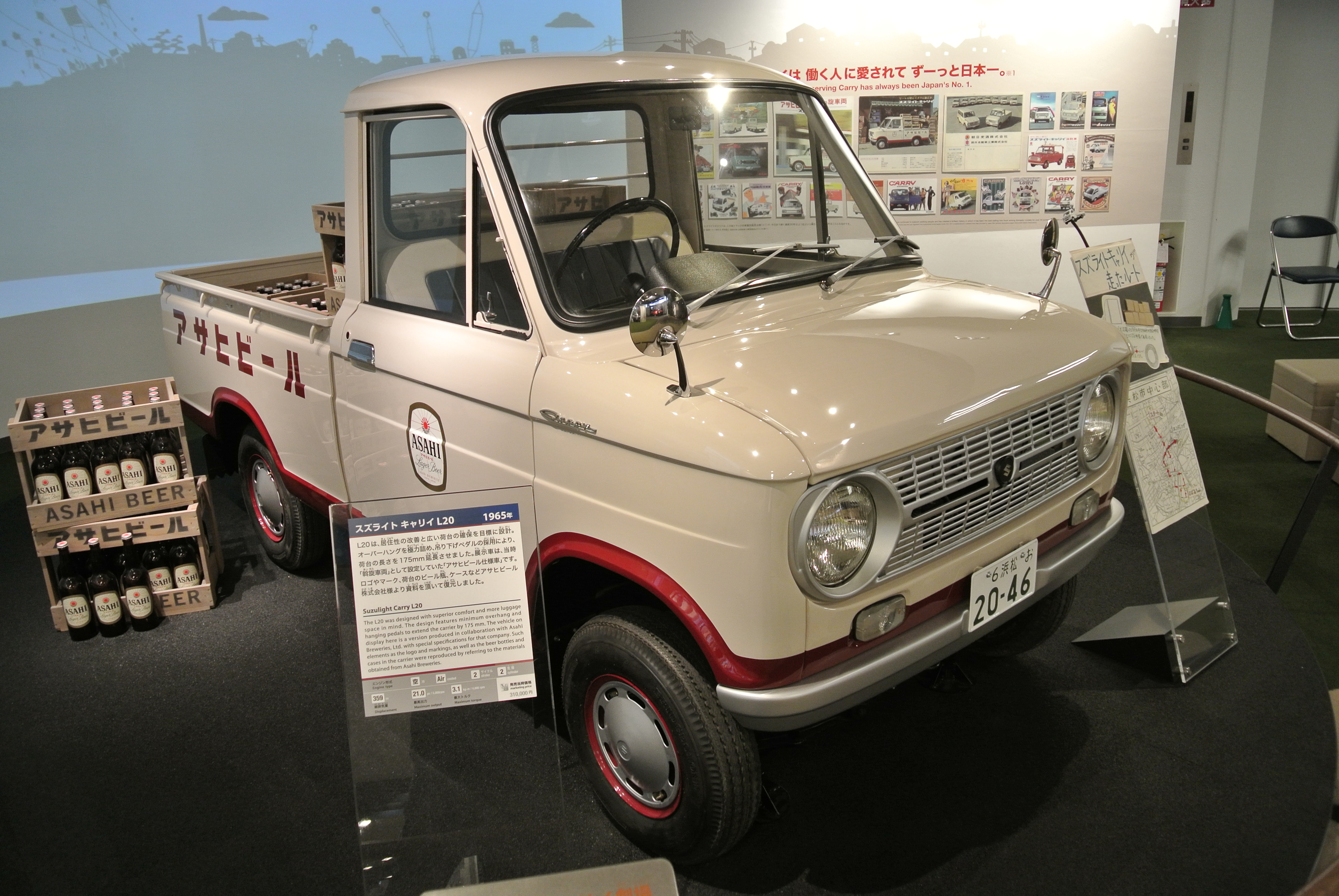
スズライトキャリイ（L20）

### 二輪車

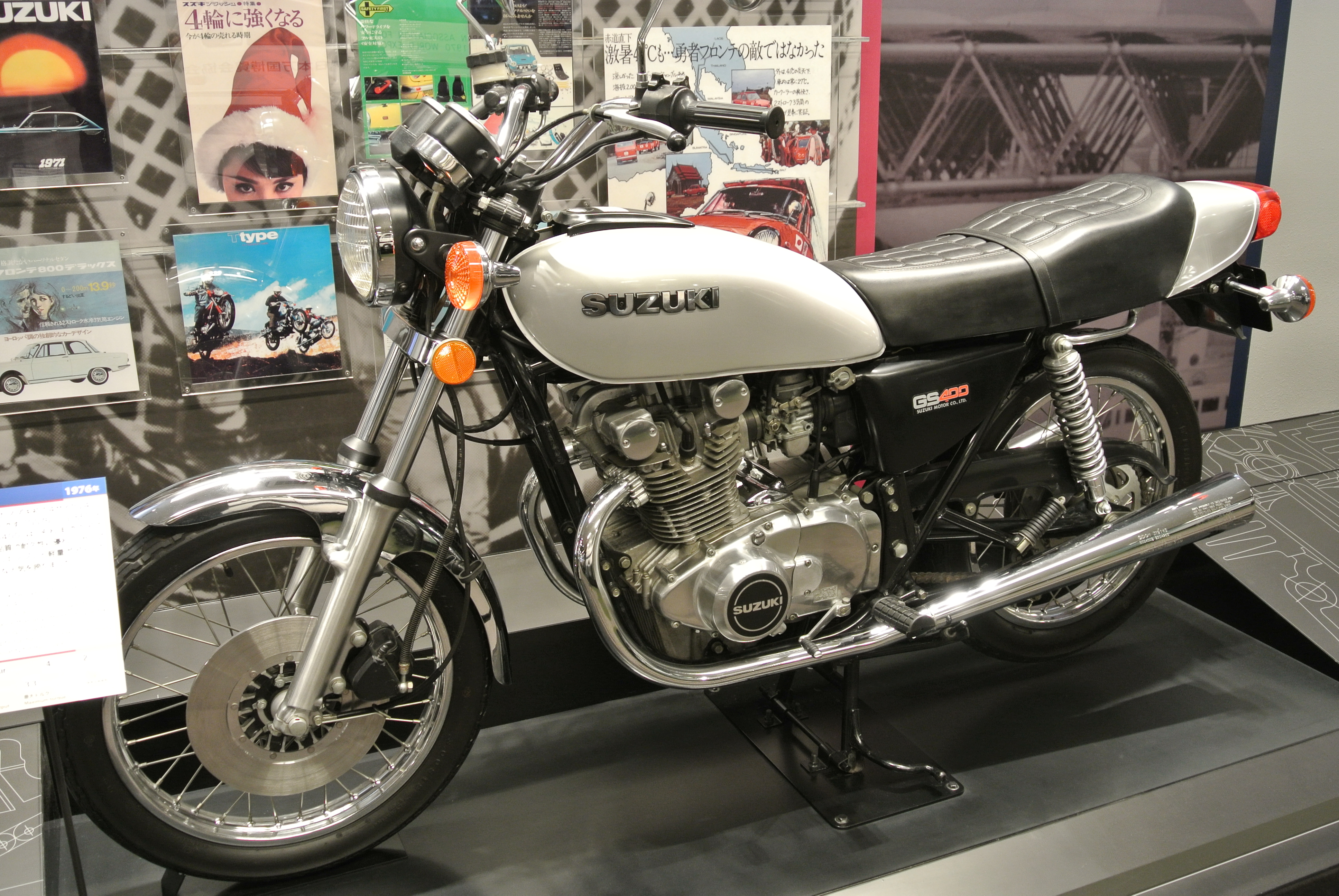
GS400
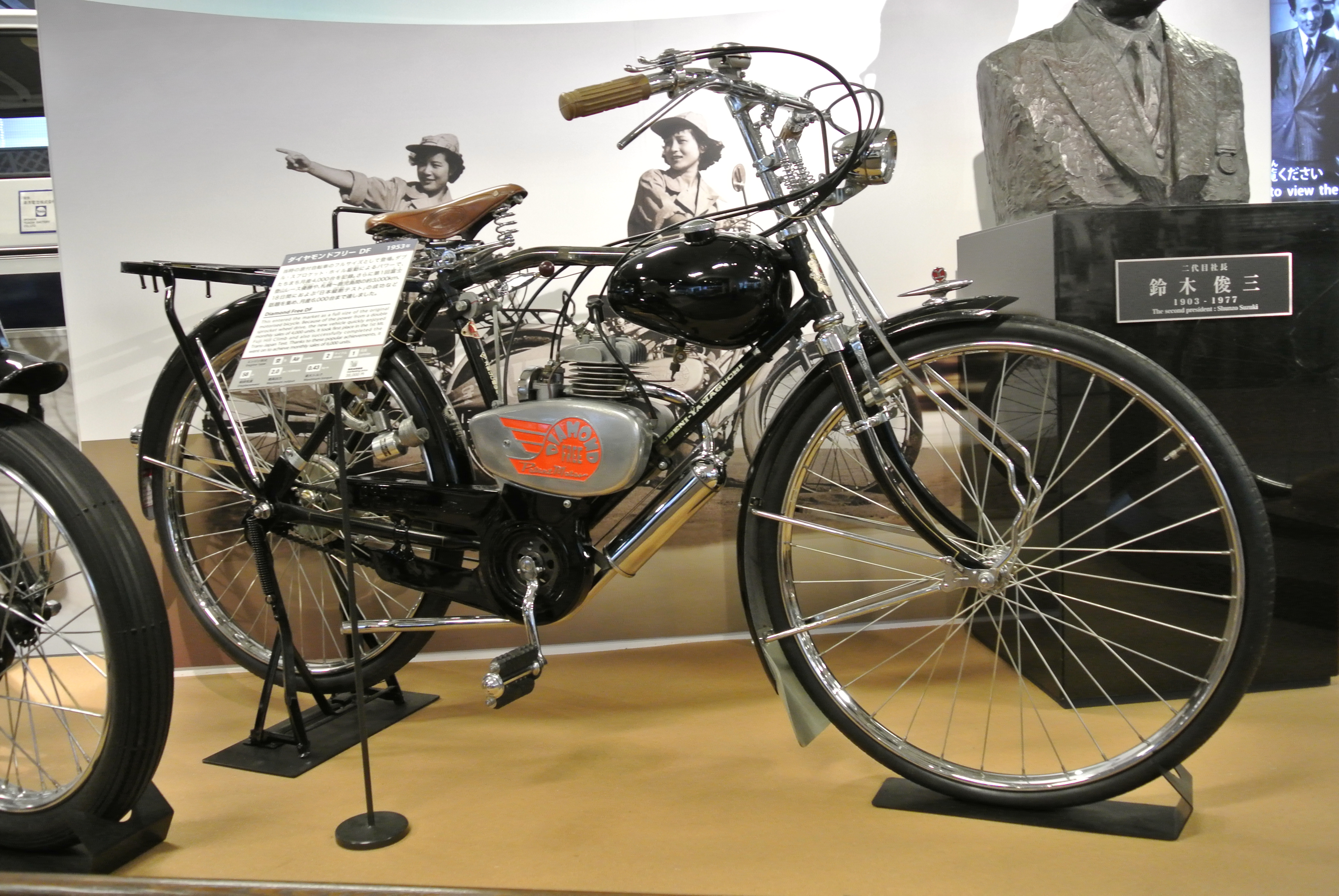
Diダイヤモンドフリー DF
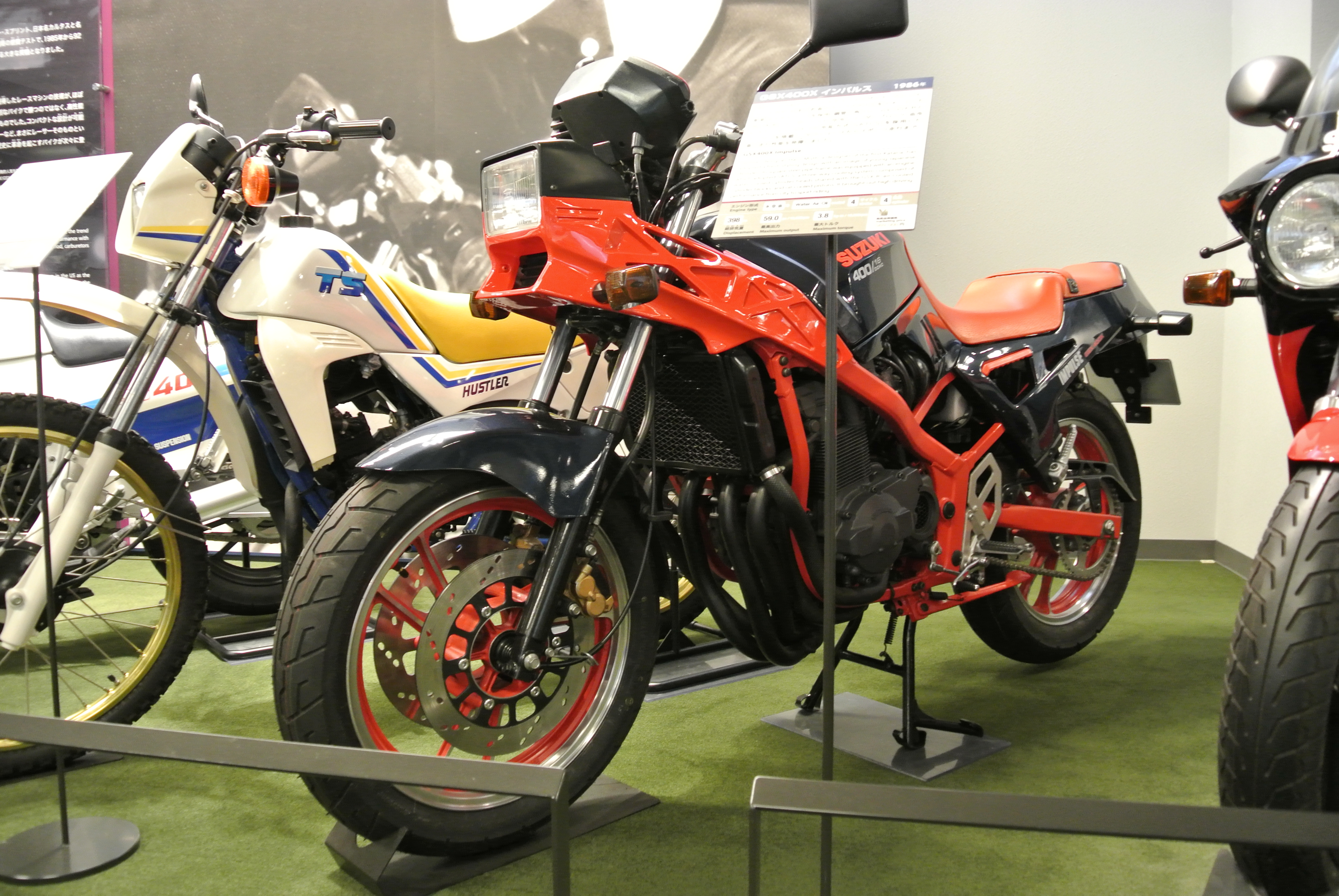
GSX400X インパルス
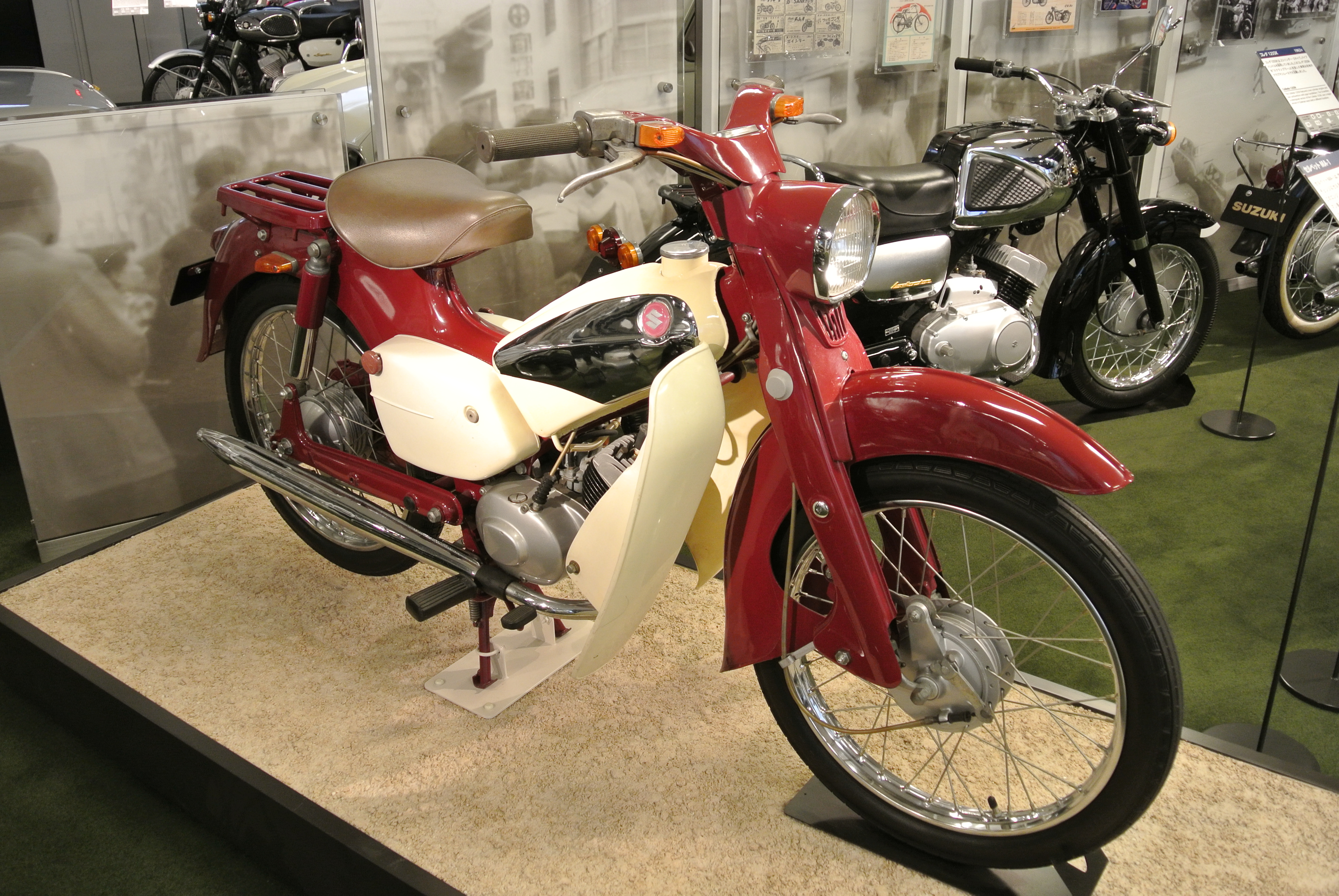
セルペット MA-1
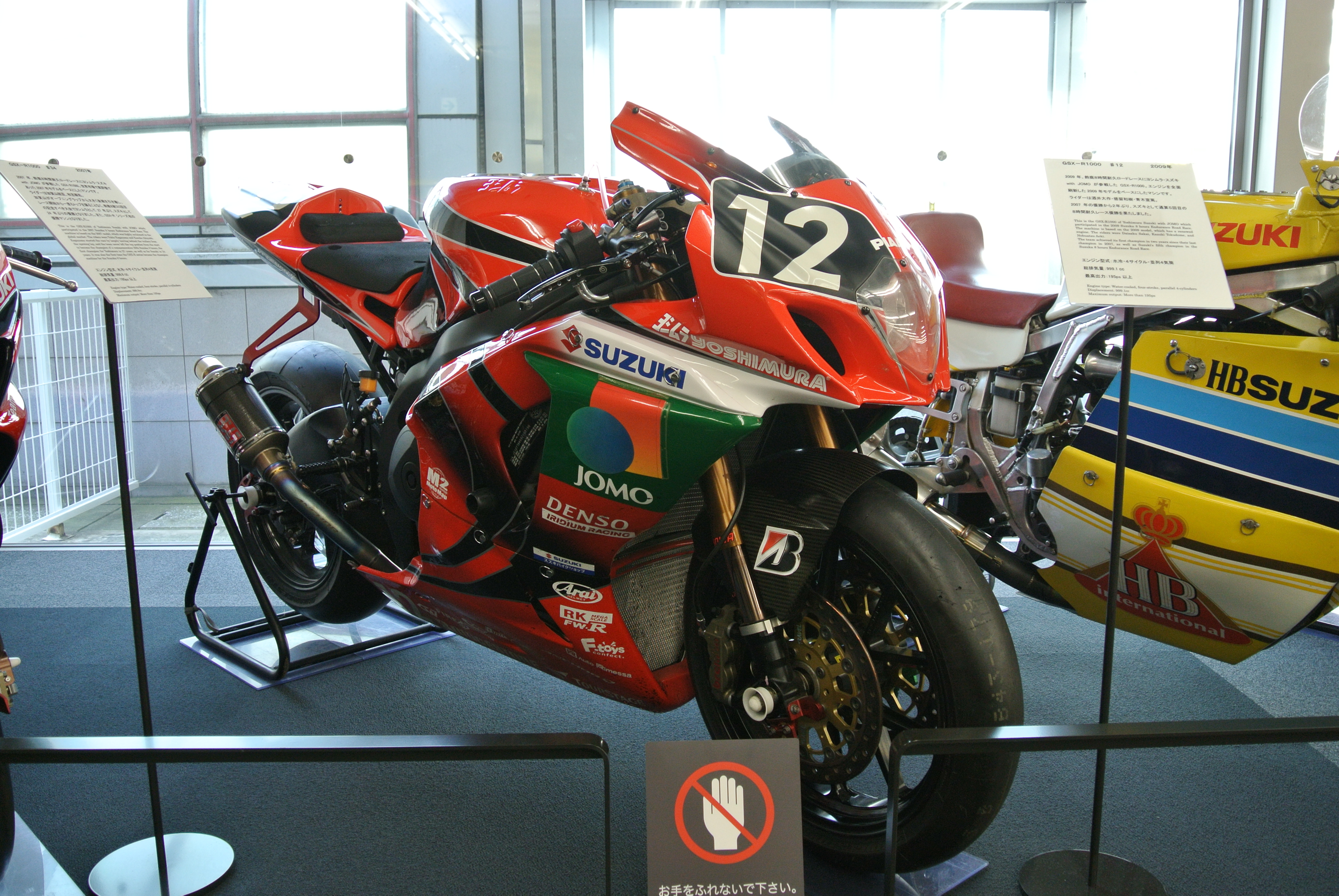
GSX-R1000
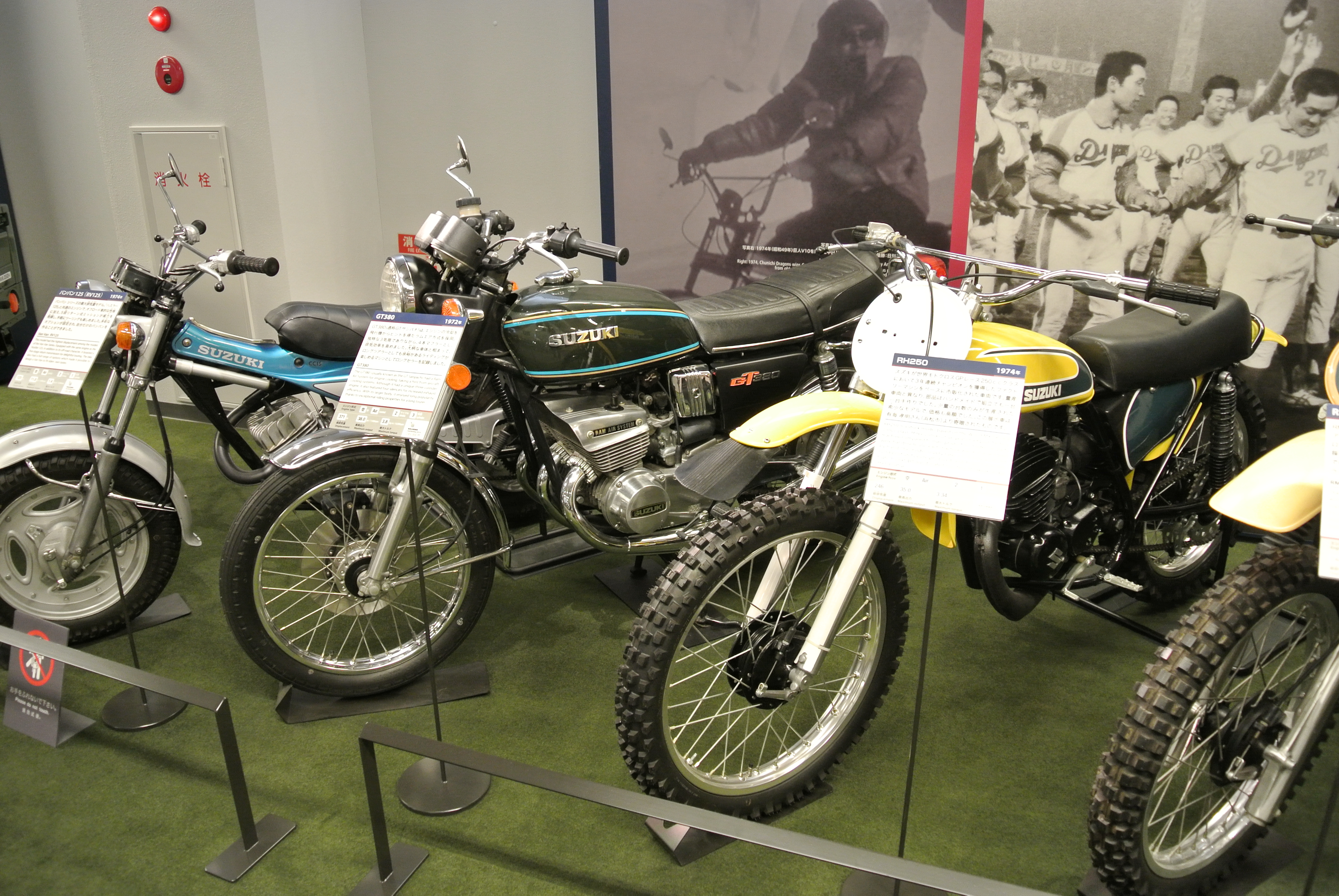
展覧会の様子
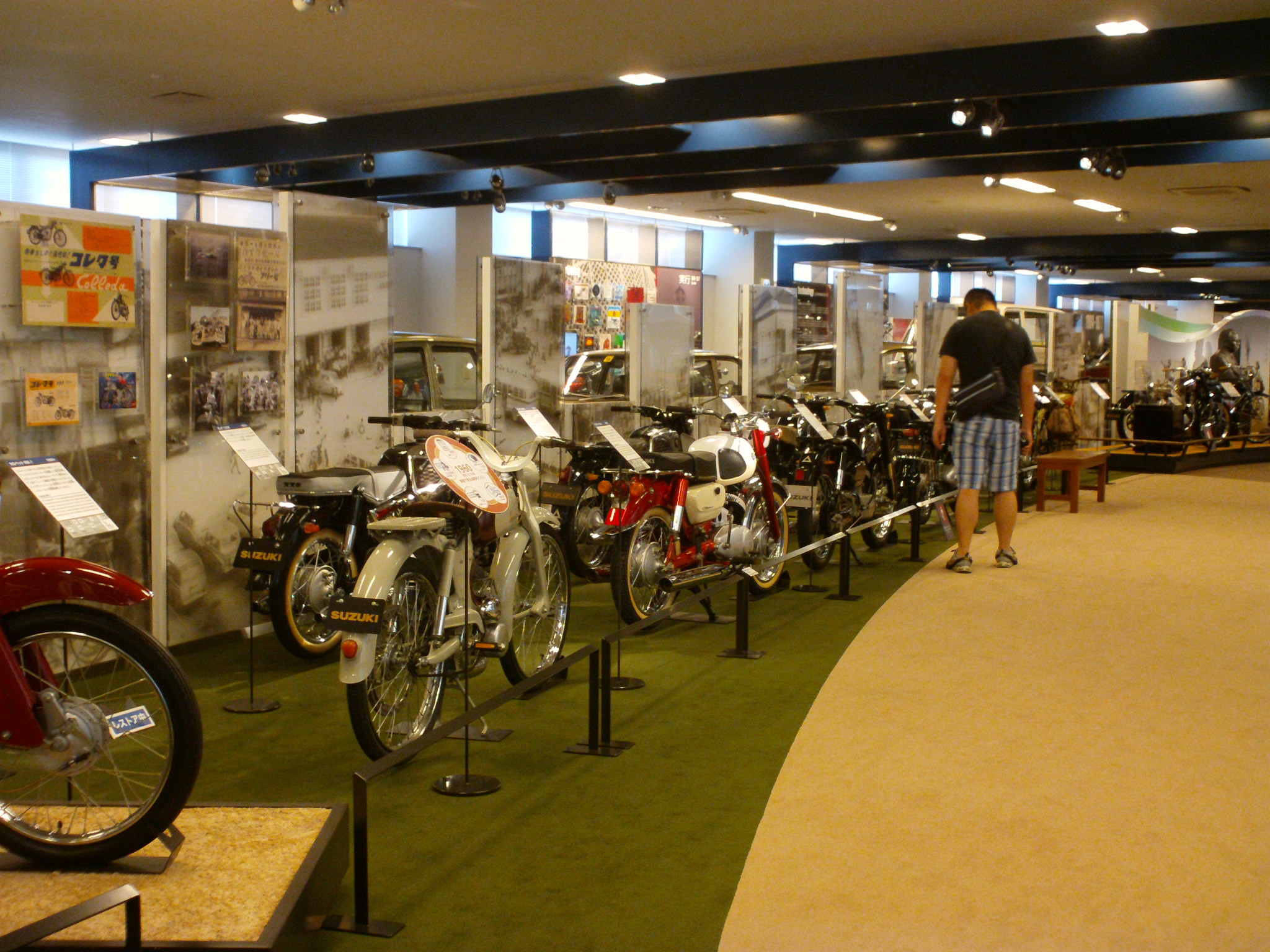
展覧会の様子